# 京派
京派是中华民国一个文学流派，代表人物是废名、沈从文、李健吾、朱光潜，因他们主要生活在北京和天津而得名。

## 风格
京派描写的内容主要是人生，同时避谈政治。京派强调文学是纯文学，要“和谐”、“节制”、“恰当”，包含现实主义和浪漫主义。京派的风格淳朴自然，回归田园，写人情美和人性美，融合乡土文化，而语言则简练、朴素、活泼、明净。

## 代表人物
- 沈从文，《边城》、《萧萧》、《长河》
- 废名
- 凌叔华，《弟弟》、《一件喜事》
- 林徽因，《吉安》、《文珍》
- 芦焚
- 萧乾，《篱下》
- 汪曾祺，《戴车匠》

## 代表刊物
- 《骆驼草》，周作人、俞平伯、废名、冯至、徐玉诺、程鹤西
- 《大公报·文艺》，沈从文、杨振声、朱自清、周作人、废名、凌叔华、何其芳、李广田、蹇先艾、冰心、老舍、萧乾、芦焚、林庚、冯至、卞之琳、朱光潜、李健吾
- 《文学季刊》，郑振铎、冰心、朱自清、吴晗、林庚、姚雪垠、丰子恺、沈从文、萧军、巴金、芦焚、凌叔华
- 《水星》，周作人、李健吾、废名、蹇先艾、沈从文、巴金、郑振铎、何其芳、李广田、卞之琳、萧乾、芦焚
- 《学文》，叶公超、李健吾、季羡林、何其芳、林徽因
- 《文学评论》，杨丙辰、李长之、郑振铎、季羡林、孙荃
- 《文学杂志》，杨振声、沈从文、周作人、俞平伯、朱自清、林徽因、胡适、常风、卞之琳、老舍、李健吾、废名、何其芳、朱自清、蹇先艾